# Chiesa di San Nicola di Bari (Soriano nel Cimino)
La chiesa di San Nicola di Bari è la parrocchiale di Soriano nel Cimino, in provincia di Viterbo e diocesi di Civita Castellana.
Edificata in stile neoclassico tra il 1782 ed il 1791 su progetto dell'architetto Giulio Camporese, fu costruita a seguito delle dimensioni diventate insufficienti della precedente sede parrocchiale, la chiesa di Sant'Eutizio. La sua costruzione comportò la distruzione di due chiese preesistenti e consistenti opere di livellamento del terreno scosceso.
La facciata con i due campanili laterali è interamente in laterizio a vista e si articola in due ordini, separati da un cornicione,: quello inferiore in stile dorico, e quello superiore in stile ionico.
L'interno si presenta a croce greca con tre navate e cupola decorata.
Vi si conserva una statua raffigurante Sant'Antonio da Padova di stile gotico ed un fonte battesimale di epoca rinascimentale.